# منى صفوان
منى صفوان (من مواليد أبريل 1997) هي ناشطة سياسية ومحامية وإعلامية يمنية، تخرجت من كلية الإعلام في جامعة صنعاء. وماجستير علاقات دولية من جامعة ايدين في اسطنبول

## النشاط والعضوية
- عضو في الاتحاد الدولي للصحفيين.
- عضو في المجلس الوطني لقيادة الثورة.
- عضو اللجنة الاعلامية في ساحة التغيير بصنعاء.
- مدربة في مجال الإعلام والصحافة التلفزيونية.
- منسقة ندوة رداء الدولة 2007.
- منسقة ندوة الاعلاميات العربيات 2009.
- من مؤسسي تحالف وطن لدعم المرشحات المستقلات 2006.
- مدربة في برنامج المدرسة الديمقراطية 2007.
- ناشطة في منتدى الشقائق 2008.
- مشاركة في مؤتمر المراة العربية والعولمة 2009.
- مستشارة اوكسفام لحملة الزواج المبكر 2009.
- مستشارة منظمة العمل الدولية لتحسين صورة المراة في الاعلام 2008.
- مدربة في مجال حقوق الإنسان والإعلام.[1]

## البرامج التلفزيونية
قدمت بعض البرامج التلفزيونية السياسية، ومنها:
- مقدمة برنامج من القاهرة مع منى 2010.
- مقدمة برامج قناة الميادين 2011.[1]

## دورها في الحرب اليمنية
منذ بدء الحرب في اليمن قدمت استقالتها من قناة الميادين، وأعلنت موقفها المنحاز لليمن، ضد الحرب الداخلية والخارجية، بدأت بالكتابة بشكل مستقل دون الانتماء لأي طرف، وكانت ضد جرائم الحرب ضد المدنيين.